# Lista światowego dziedzictwa UNESCO w Demokratycznej Republice Konga
Lista światowego dziedzictwa UNESCO w Demokratycznej Republice Konga – lista miejsc w Demokratycznej Republice Konga wpisanych na listę światowego dziedzictwa UNESCO, ustanowionej na mocy Konwencji w sprawie ochrony światowego dziedzictwa kulturowego i naturalnego, przyjętej przez UNESCO na 17. sesji w Paryżu 16 listopada 1972 i ratyfikowanej przez Demokratyczną Republikę Konga 23 września 1974 roku.
Obecnie (stan w 2021 roku) na liście znajduje się pięć obiektów, wszystkie o charakterze przyrodniczym – cztery z nich wpisane są na listę światowego dziedzictwa w zagrożeniu (jedyny niezagrożony obiekt to Park Narodowy Salonga).
Na kongijskiej liście informacyjnej UNESCO – liście obiektów, które Demokratyczna Republika Konga zamierza rozpatrzyć do zgłoszenia do wpisu na listę światowego dziedzictwa, znajdują się trzy obiekty (stan w roku 2021).

## Obiekty na liście światowego dziedzictwa UNESCO
Poniższa tabela przedstawia kongijskie obiekty na liście światowego dziedzictwa UNESCO:
Nr ref. – numer referencyjny UNESCO;
Obiekt – polskie tłumaczenie nazwy wpisu na liście wraz z jej angielskim oryginałem;
Położenie – prowincja; współrzędne geograficzne;
Typ – klasyfikacja według Komitetu Światowego Dziedzictwa:
- kulturowe (K),
- przyrodnicze (P),
- kulturowo–przyrodnicze (K,P);

Rok wpisu – roku wpisu na listę;
Opis – krótki opis obiektu wraz z informacjami o jego zagrożeniu.
     † zagrożone
| Nr ref. | Obiekt                                                | Zdjęcie | Położenie                                                                                       | Typ              | Rok  | Opis |
| ------- | ----------------------------------------------------- | ------- | ----------------------------------------------------------------------------------------------- | ---------------- | ---- | --- |
| 63      | Park Narodowy Wirunga Virunga National Park           |         | Kiwu Północne 0°02′58,0″N 29°30′53,2″E/0,049439 29,514769                                       | N (vii)(viii)(x) | 1979 | Pierwszy park narodowy na terenie Afryki, charakteryzuje się dużą bioróżnorodnością. Na terenie parku żyje ok. 1/3 światowej populacji goryli górskich . |
| 136     | Park Narodowy Garamba Garamba National Park           |         | Prowincja Wschodnia 4°00′00″N 29°15′00″E/4,000000 29,250000                                     | N (vii)(x)       | 1980 | Park obejmuje ochroną rozległe sawanny, obszary trawiaste i lesiste, lasy galeriowe i zabagnione depresje. Na terenie parku występują go cztery największe gatunki ssaków: słonie, żyrafy, hipopotamy i nosorożce białe, których zachowało się jedynie ok. trzydziestu okazów. |
| 137     | Park Narodowy Kahuzi-Biéga Kahuzi-Biega National Park |         | Kiwu Południowe Kiwu Północne Maniema 2°30′00″S 28°45′00″E/-2,500000 28,750000                  | N (x)            | 1980 | Park obejmuje ochroną rozległe tereny pierwotnego lasu równikowego i charakteryzuje się dużą bioróżnorodnością. Na terenie parku żyje jedna z ostatnich populacji goryli górskich, licząca 250 okazów.                                                                         |
| 280     | Park Narodowy Salonga Salonga National Park           |         | Bandundu Prowincja Równikowa Kasai Zachodnie 2°00′00″S 21°00′00″E/-2,000000 21,000000           | N (vii)(ix)      | 1984 | Park w środkowym dorzecza rzeki Kongo – największy rezerwat pierwotnego wilgotnego lasu równikowego, siedlisko kilku zagrożonych, endemicznych gatunków, takich jak paw kongijski, szympans karłowaty i słoń leśny.                                                            |
| 718     | Rezerwat okapi Okapi Wildlife Reserve                 |         | Prowincja Wschodnia (Demokratyczna Republika Konga) 1°44′40,9″N 28°29′20,4″E/1,744700 28,489011 | N (x)            | 1996 | Rezerwat okapi obejmuje ochroną ok. 1/5 lasu Ituri w dorzeczu rzeki Kongo w północno-wschodniej części kraju. W rezerwacie żyją zagrożone gatunki naczelnych, ptaki oraz około 5 tys. okapi, spośród 30 tys. żyjących na wolności.                                             |

## Obiekty na kongijskiej Liście Informacyjnej UNESCO
Poniższa tabela przedstawia obiekty na kongijskiej Liście Informacyjnej UNESCO:
Nr ref. – numer referencyjny UNESCO;
Obiekt – polskie nazwa obiektu wraz z jej francuskim oryginałem na kongijskiej Liście Informacyjnej;
Położenie – prowincja; współrzędne geograficzne;
Typ – klasyfikacja według zgłoszenia:
- kulturowe (K),
- przyrodnicze (P),
- kulturowo–przyrodnicze (K,P);

Rok wpisu – roku wpisu na Listę Informacyjną;
Opis – krótki opis obiektu wraz z informacjami o jego zagrożeniu.
| Nr ref. | Obiekt                                           | Zdjęcie | Położenie                                        | Typ | Rok  | Opis |
| ------- | ------------------------------------------------ | ------- | ------------------------------------------------ | --- | ---- | --- |
| 961     | Jaskinie Dimba i Ngovo Grottes de Dimba et Ngovo |         | Kongo Środkowe                                   | K,P | 1997 | Dwie jaskinie ze stanowiskami archeologicznymi.                                                                                        |
| 962     | Jaskinia Matupi Grottes de Matupi                |         | Prowincja Wschodnia                              | K,P | 1997 | Jaskinia z jednym z głównych stanowisk archeologicznych w Afryce subsaharyjskiej ze znaleziskami obejmującymi okres ponad 40 tys. lat. |
| 963     | DepresjaUpemba Dépression de l'Upemba            |         | Katanga 8°36′00″S 26°24′00″E/-8,600000 26,400000 | K,P | 1997 | Depresja z ponad 40 stanowiskami archeologicznymi, gdzie odkryto cmentarzyska.                                                         |